# Alphais de Cudot
Santa Alphais de Cudot ou Alpaix (m. Cudot, 1211) é uma santa francesa.

## Biografia
Segundo o que se sabe, Alphais era nascida de uma família pobre e, contraiu lepra desde cedo, mais tarde perdendo os movimentos dos braços e mais tarde, das pernas e parte de suas mãos. Tinha o dom da Inédia, ou seja vivia tendo como alimento apenas a  Sagrada Comunhão. Uma igreja foi construída perto de sua casa com uma estrutura especial de  modo que ela pudesse assistir as missas pela janela de seu quarto. Diz a tradição que curava os doentes apenas com sua benção e oração. Foi Conselheira Espiritual da Rainha de França, Adélia de Champanhe. Conta-se ainda que, algum tempo antes de sua morte, ela teria ficado curada de sua doença graças à intercessão de Maria. Após sua morte seu túmulo passou a ser local de peregrinação e vários milagres foram creditados a sua intercessão. Beatificada, teve seu culto confirmado em 1874 pelo Papa Pio IX.

### O encontro com Maria
E Maria disse à Alphais: "… porque, cara irmã, você fura a inanição longa na humildade e na paciência, na fome e na sede, sem nenhum murmúrio, Eu concedo-lhe agora a ser engrandecida com um alimento angelical e espiritual. E enquanto você estiver neste pequeno corpo, alimento e bebida materiais não serão necessário para a sustentação de seu corpo, nem você desejará o pão ou qualquer outro alimento… porque uma vez que você provou o pão celestial e o bebeu da fonte que vive, você permanecerá engrandecida pela eternidade; E assim será… Mas fique calada a fim de que o tumulto da bisbolhotice, já que alguns disseram que ela tem o diabo - aquela que nem come nem bebe - duas ou três vezes  por semana onde foi acostumada a aceitar algum pedaço, e a o cuspir então para trás, ao redor por um momento em sua boca, e a cuspí-lo então para trás inteiro, E eu dou este em meu próprio testemunho desde que eu recebi em minha própria mão um pouco de peixes mastigado, cospe para fora… Assim, exultando como se possuída, vomitasse frequentemente de demasiado alimento, como se sua embriaguez e insobriedade foram aumentados por qualquer coisa além de um bocado minúsculo. E isto era como e de que sorte sua preservação era, como e do que natureza eram os começos de sua conversão, e de como Deus sublinhou seus méritos e virtudes com milagre… por que sinais manifestos dos milagre são dados aos leitores [desta história]."